# Boulevardpress
Boulevardpress, ursprungligen fransk dagstidning (av franskans boulevard) som inte kunde abonneras, utan köptes i tidningskiosk, i bageri, hos tobakshandlare m.fl. butikstyper, eller i myntautomat uppställd på gatan. 
Sådan tidning ansågs och anses fortfarande såsom mindre seriös än andra typer av dagstidning och – eftersom hela upplagan säljs som lösnummer – mer benägen att hemfalla åt sensationsjournalistik. I Sverige är boulevardpressen numera synonym med kvällspress.[källa behövs]